# ريتشارد راي
ريتشارد راي (بالإنجليزية: Richard Ray)‏ هو سياسي أمريكي، ولد في 2 فبراير 1927 في الولايات المتحدة، وتوفي في 29 مايو 1999 في نفس البلد. حزبياً، نشط في الحزب الديمقراطي. وقد في انتخابات مجلس النواب الأمريكي 1990 ‏، انتخب عضو مجلس النواب الأمريكي عن دائرة Georgia's 3rd congressional district ‏ وقد انضم خلال فترته النيابية ‏ (3 يناير 1991 – 3 يناير 1993)  للكتلة البرلمانية الحزب الديمقراطي وانتخب عضو مجلس النواب الأمريكي.